# Musée Bagatti Valsecchi
Le musée Bagatti Valsecchi, une demeure historique du XIXe siècle, est situé au cœur de la ville de Milan (Italie).
Les collections d’objets d’art et d’art décoratifs, de l’époque de la Renaissance italienne, sont disposées selon les désirs des premiers propriétaires, et dont la maison néo-renaissance est un véritable témoignage du style aristocratique de leur temps.

## Collections
Le musée de Bagatti Valsecchi comporte des œuvres d'art d'entre le XIVe siècle et le XVIIe siècle, mais la plus grande part sont des XVe et XVIe siècles, dont les travaux des grands maîtres tels que Giovanni Bellini, Gentile Bellini, Giampietrino et Bernardo Zenale  :
- Sainte Justine Borromée, Giovanni Bellini, 1470 ca.
- Beatified Lorenzo Giustiniani, Gentile Bellini, 1470 ca., dans son cadre original
- Christ in Majesty, Virgin, Christ Child and Saints, Giovanni Pietro Rizzoli, dit Giampietrino, 1540 (inspiré par Léonard de Vinci)
- S. Francis, S. John the Baptist, Bernardo Zenale, 1507 ca. (inspiré par Léonard de Vinci)
- S. Francis and S. Mary Magdalen; the Prophet Isaiah, Lorenzo di Niccolò, actif à Florence entre 1391 et 1412, à l'origine dans la chapelle des Médicis de Santa Croce de Florence
- Quatre Figures allégoriques, Andrea Lilio, huile sur toile, 1640

## Galerie

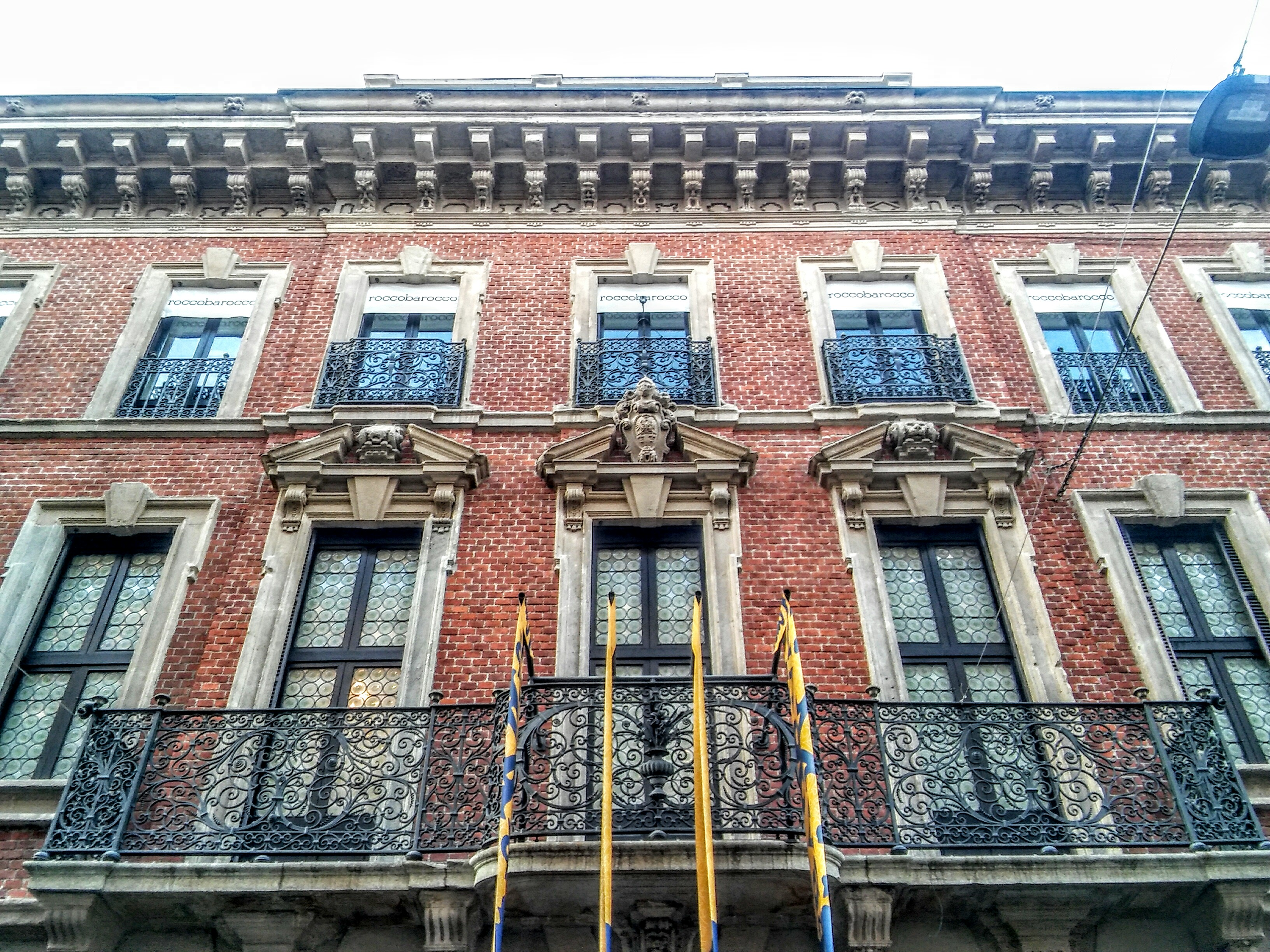
Palais Bagatti Valsecchi.
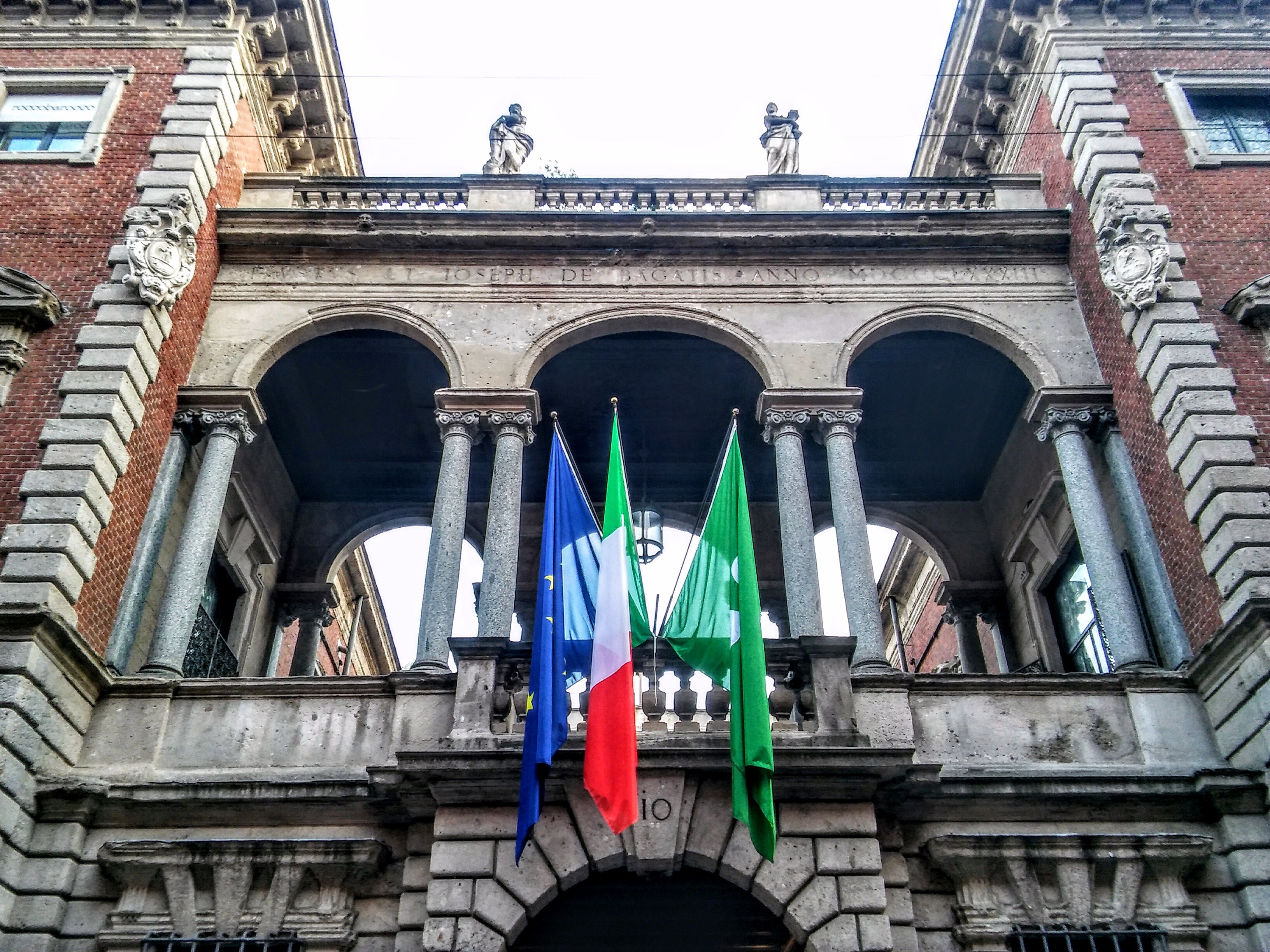
Façade via Santo Spirito.
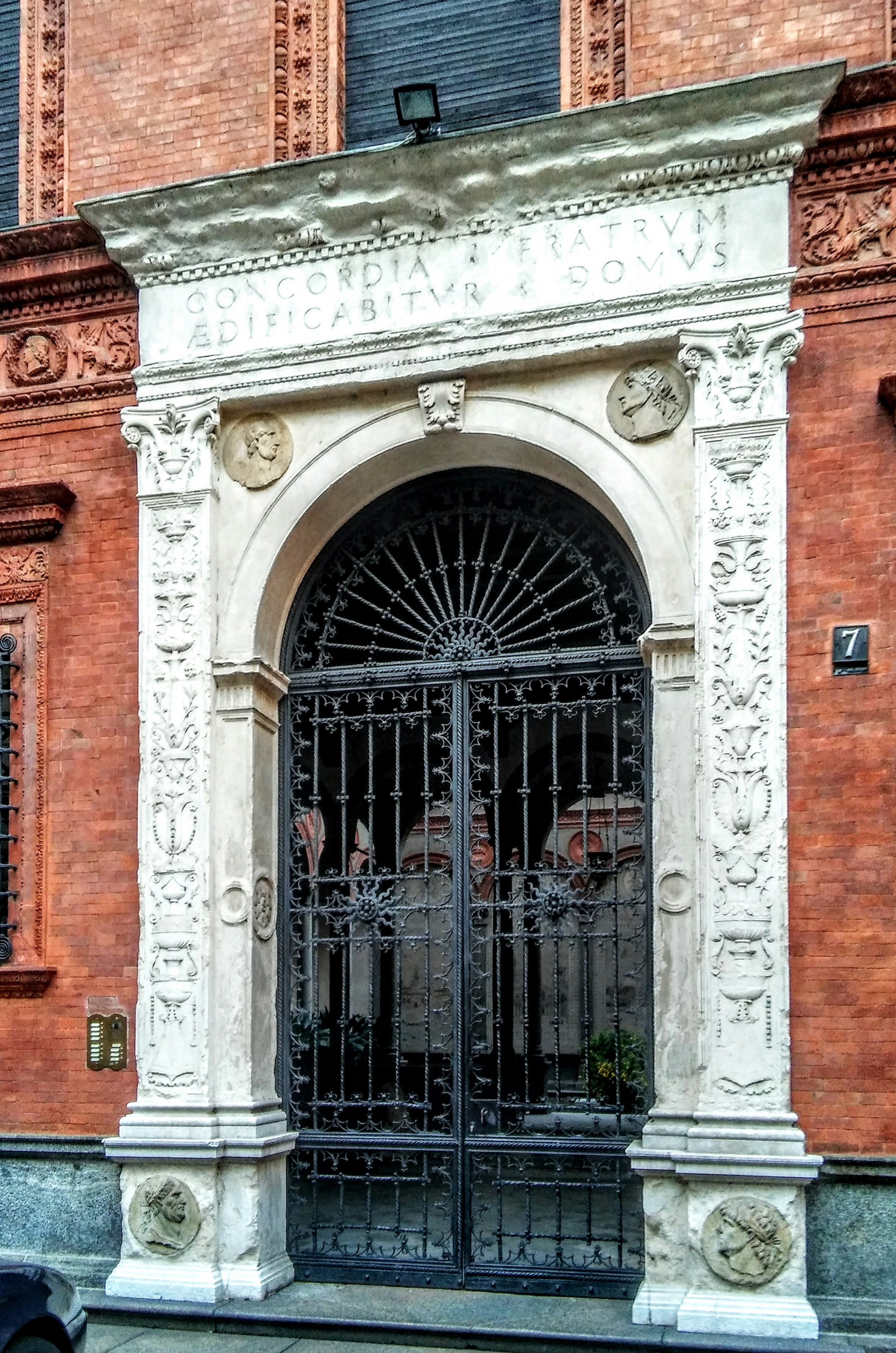
Portail.
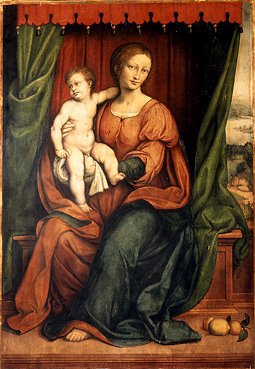
Giampietrino : Vierge à l'Enfant entourée de saints
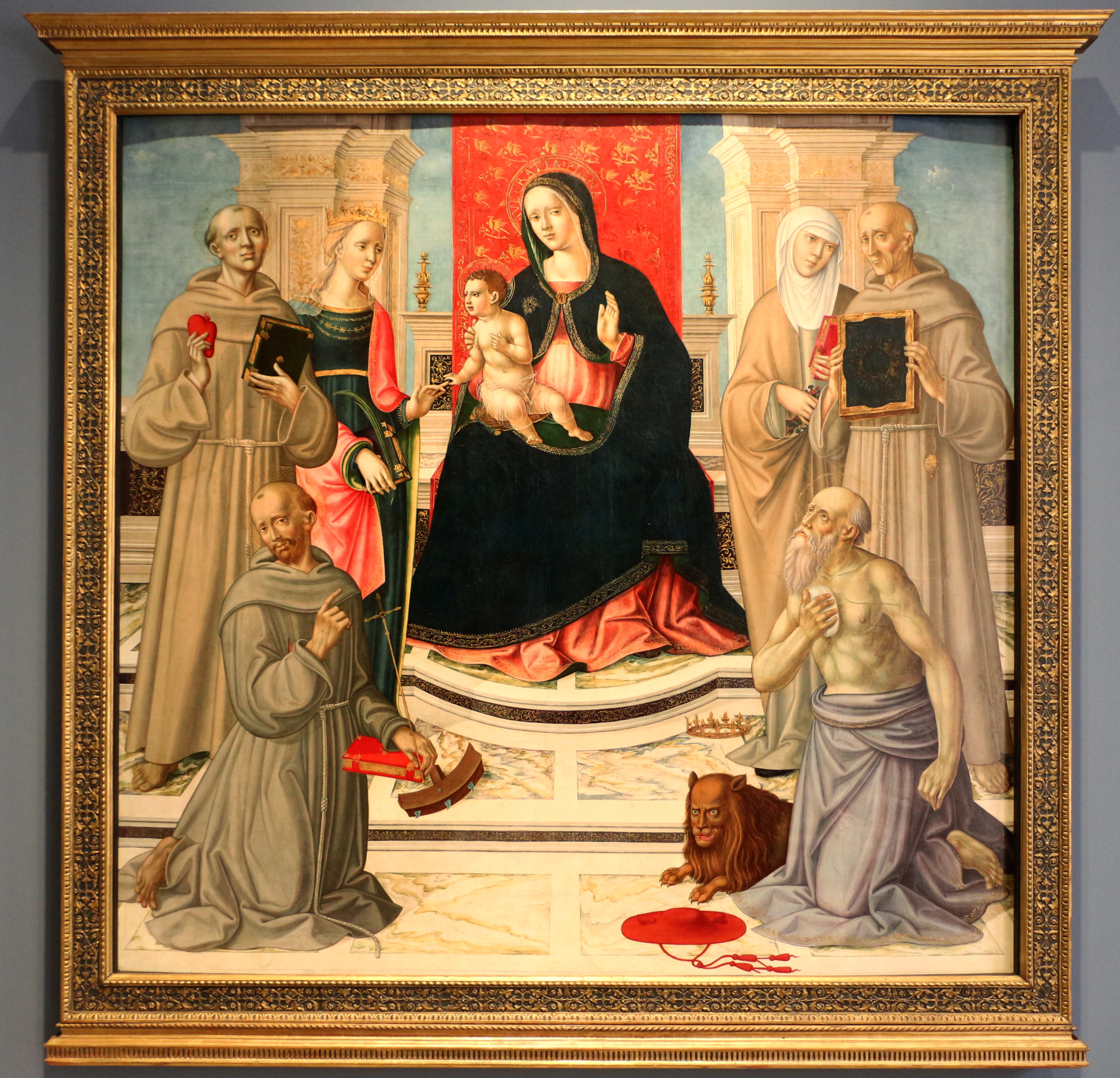
Girolamo di Benvenuto : sainte Catherine entre saints